# باشگاه والیبال عقاب نهاجا
باشگاه والیبال عقاب نهاجا یک باشگاه والیبال ایرانی است که در تهران تأسیس شد. این تیم هم‌اکنون در لیگ دسته اول والیبال ایران بازی می‌کند.